# Liste der Bodendenkmale in Stüdenitz-Schönermark
Die Liste der Bodendenkmale in Stüdenitz-Schönermark enthält alle Bodendenkmale der brandenburgischen Gemeinde Stüdenitz-Schönermark und ihrer Ortsteile auf der Grundlage der Landesdenkmalliste vom 31. Dezember 2020.
Die Baudenkmale sind in der Liste der Baudenkmale in Stüdenitz-Schönermark aufgeführt.
| Gemarkung          | Flur | Kurzansprache                                                                                        | Bodendenkmalnummer | Bemerkung | Bild |
| ------------------ | ---- | --- | ------------------ | --------- | ---- |
| Schönermark (Lage) | 3    | Siedlung römische Kaiserzeit, Produktionsstätte römische Kaiserzeit, Siedlung slawisches Mittelalter | 100541             |           |      |